# Saša Molnar
Saša Molnar, slovenski alpski smučar, * 1920, Bled.
Molnar je za Jugoslavijo nastopil na Zimskih olimpijskih igrah 1948 v Sankt Moritzu, kjer je nastopil v smuku in slalomu. Smuka ni končal, v slalomu pa je osvojil 18. mesto.